# Упырь (фильм)
«Упырь» — российский остросюжетный фильм 1997 года режиссёра Сергея Винокурова, снятый на киностудии имени М. Горького. Съёмки фильма проходили в Кронштадте.

## Сюжет
Главный герой фильма (Алексей Серебряков) занимается профессиональным истреблением вампиров. С этой целью он отправляется в маленький город, в котором перед этим велась криминальная война, но сейчас он буквально оккупирован кровососами — дело доходит до того, что главный преступный авторитет города (он и вызвал Охотника) дрожит от страха и отвечает выстрелами на звонки в дверь…
Приехав в город, он встречается с неким библиотекарем, который излагает ему подоплёку событий, при этом утверждая, что «упырь» неравнодушен к дочери авторитета. Волей случая Охотник знакомится с ней.
Сейчас ему необходимо добраться и до главного упыря, который всем руководит. Для этого главному герою приходится даже пожертвовать своей любовью.
Финал фильма достаточно напряжён: герой видит в упыре своё зеркальное отражение, и последняя сцена оставляет место воображению зрителя, ибо неясно, кто из двоих оппонентов остался жив. После начала схватки из рук Охотника выпадает фонарь. Звуков борьбы почти не слышно. Затем тот, кто выжил, выходит в город на пристань, поднимается по трапу парома, судно отходит, и фильм заканчивается.

## В ролях
- Алексей Серебряков — истребитель упырей / Упырь
- Николай Лавров — истребитель упырей
- Игорь Шибанов — «Хозяин», криминальный авторитет
- Людмила Курепова — дочь Хозяина
- Сергей Русскин — «Блатной», подручный Хозяина
- Вадим Лобанов — «Ушной»
- Владимир Богданов — следователь
- Георгий Штиль — библиотекарь
- Татьяна Ю — вампирша

## Саундтрек
Саундтрек фильма — альтернативный рок. Музыка создана музыкальным коллективом Tequilajazzz (вокалист - Евгений Фёдоров)
| Автор(ы)                                | Песня                                                               |
| --------------------------------------- | ------------------------------------------------------------------- |
| Евгений Фёдоров                         | Герой жёсткого времени                                              |
| Евгений Фёдоров, К. Фёдоров, А. Воронов | Абориген                                                            |
| Евгений Фёдоров                         | Прибор-пистолет                                                     |
| Евгений Фёдоров, К. Фёдоров, А. Воронов | Его собаки                                                          |
| Евгений Фёдоров                         | Осиновые пули                                                       |
| Евгений Фёдоров                         | Этим летом в Кронштадте (позже трек назывался «Тема прошлого лета») |
| Евгений Фёдоров                         | Звери                                                               |
| Евгений Фёдоров                         | Вещество                                                            |
| Евгений Фёдоров                         | La fille sans prenom                                                |
| Евгений Фёдоров                         | Пуля                                                                |
| Евгений Фёдоров                         | Жара                                                                |
| Евгений Фёдоров, А. Воронов             | Камера                                                              |